# Spinoza encule Hegel
Spinoza encule Hegel est le premier roman de Jean-Bernard Pouy, publié tardivement en 1983 chez Albin Michel dans la collection Sanguine. Il connaîtra deux suites : À sec ! Spinoza encule Hegel, le retour (1998), puis Avec une poignée de sable : Spinoza encule Hegel 3 (2006). On peut y ajouter Nous avons tué une sainte (1981) dont le personnage principal s'appelle Julius Puech.
Figurant parmi les 15 auteurs de l'école du néo-polar français mais aussi auteur de personnages et situations rocambolesques, Pouy crée ici un univers à l'allure post-apocalyptique, qui tient plus de la fable punk ou du « conte oral » comme il le qualifie que de la science-fiction proprement dite.

## Synopsis
Jean-Bernard Pouy explique l'origine du premier roman dans l'avant-propos. Il le présente comme un texte de jeunesse, dont l'idée vient directement de ses talents de conteur. Sommé à bien des reprises par des étudiants de raconter les événements de Mai 68, il prend de plus en plus de liberté avec les faits, les tordant, les exagérant pour les rendre propres à une narration haletante. Cet exercice répété donne lieu au monde de Spinoza encule Hegel, où les factions philosophico-idéologiques sont constituées en gangs s'entre-tuant dans une vaste compétition nationale et dans un monde survivant au « grand merdier » apocalyptique.
La série suit les aventures de Julius Puech, puis de son fils Brutus dans le troisième tome, dans leur lutte acharnée contre les Jeunes Hégéliens.

### Spinoza encule Hegel
Aventures iconoclastes de Julius Puech, alias Spinoza, ou même Spino, justicier rock’n’roll et philosophe. Chef de la Fraction Armée Spinoziste (FAS), armé, monté sur sa Guzzi 850 California, chaussé de bottes en lézard mauve, et poussé par son amour de l'éthique, il va combattre son ennemi de toujours : Hegel et l'esthétique.

### À sec! Spinoza encule Hegel, le retour
Vingt ans après le premier opus, Julius s'est exilé en Inde, à Bombay. On vient alors le chercher pour retourner en Europe contrer le retour de la menace hégélienne. Un monde toujours dévasté, où maintenant le foot a remplacé la démocratie : plus de scrutins mais des matchs, plus de partis mais des kops.

### Avec une poignée de sable: Spinoza encule Hegel 3
Brutus Puech, fils de Julius, qui a découvert sa filiation sur le tard, à 18 ans. Il sera confronté aux requins du milieu de l'édition qui se disputeront le manuscrit de son premier roman.

## Éditions
- Spinoza encule Hegel, in Very Nice, recueil qui comporte en première partie le roman La clef de seize de Patrick Raynal, Albin Michel, coll. Sanguine no 16, 1983.
- Spinoza encule Hegel, Paris, Gallimard, coll. « Folio policier », 1999, 142 p. (ISBN 978-2-07-040962-4 et 2-07-040962-7)
- À sec!, Paris, Gallimard, coll. « Folio policier », 2000, 151 p. (ISBN 978-2-07-040961-7 et 2-07-040961-9)
- Avec une poignée de sable : Spinoza encule Hegel 3, Paris, Les contrebandiers, 2006, 106 p. (ISBN 978-2-915438-15-4 et 2-915438-15-3)
- Trilogie spinoziste, Paris, Folio policier n°917, 2020, 345 p. Recueil reprenant les trois romans Spinoza encule Hegel, À sec ! , et Avec une poignée de sable, préface de Jean-Bernard Pouy,  (ISBN 978-2-07-290763-0)

## Suite et préquel
Dans sa préface à la Trilogie spinoziste, Jean-Bernard Pouy précise qu'il a coécrit avec Tonino Benacquista une adaptation pour le cinéma non encore tournée, le scénario n'est pas non plus publié.
Chrysostome Gourio, a demandé à Jean-Bernard Pouy quand il ferait le quatrième tome. Il a répondu: « J'ai fait le tour avec ce héros, il ne manque plus qu'à écrire sa jeunesse. Tu n'as qu'à le faire ». Dans les annales, préquel de la série, paraîtra prochainement.